# Ditricàcies
Les ditricàcies (Ditrichaceae) són una família de molses de l'ordre Dicranales, generalment petits de menys de 5 cm d'alt. El gènere tipus és Ditrichum.

## Gèneres
- Astomiopsis
- Austrophilibertiella
- Ceratodon[3]
- Cheilothela
- Chrysoblastella
- Cladastomum
- Cleistocarpidium
- Crumuscus
- Cygniella
- Distichium
- Ditrichum
- Eccremidium
- Garckea
- Pleuridium
- Pringleella
- Rhamphidium
- Saelania
- Skottsbergia
- Strombulidens
- Tristichium